# Battle of the Bogside
De Battle of the Bogside (Slag om de Bogside) is de naam gegeven aan de rellen die plaats vonden van 12 tot en met 14 augustus 1969 in Derry, Noord-Ierland. Duizenden katholieke en Iers nationalistische bewoners van de Bogside, een wijk in Derry, botsten met de Royal Ulster Constabulary (RUC) en loyalisten. De katholieke en Iers nationalistische bewoners van de Bogside werden aangestuurd door de Derry Citizens' Defece Association (DCDA), die later het de-facto bestuur van Free Derry zouden vormen. De Battle of the Bogside leidde tot rellen in andere delen van Noord-Ierland en de inzet van het Britse leger, en wordt daarmee vaak gezien als het startpunt van The Troubles.

## Achtergrond
Onder met name de katholieke bevolking van de Bogside heerste al langere tijd onvrede, en in het jaar voor de Battle of the Bogside bouwden de spanningen tussen de katholieken en de protestanten verder op. In 1961 had de Bogside 53.744 inwoners, waarvan het grootste deel (36.049 personen) katholiek was. Desondanks was de Ulster Unionist Party, een protestante (unionistische) partij, door kiesrechtgeografie al sinds 1925 aan de macht, tot groot onvrede van de katholieke (nationalistische) bevolking. De unionisten hadden twaalf van de twintig zetels in het stadsbestuur in handen.

### 1968
Doordat de unionisten een meerderheid hadden in het stadsbestuur, hadden ze ook invloed op de verdeling van sociale huurwoningen. Hierdoor konden ze ervoor zorgen dat katholieken alleen in bepaalde buurten huizen kregen, en kregen protestanten meer huizen aangewezen dan katholieken. Dit zorgen voor een huizentekort onder de katholieke bevolking. Een kleine groep katholieken richtten als reactie hierop de Derry Housing Action Committee op, en organiseerde acties. Een door de DHAC georganiseerde mars door het centrum van Derry werd door de RUC met harde hand neergeslagen. De acties van de RUC werden op televisie uitgezonden, wat tot verdere woede onder de katholieke bevolking in Noord-Ierland leidde. De volgende dag protesteerden 4.000 mensen in solidariteit met de actievoerders, gevolgd door een mars met 15.000 aanwezigen op 16 november. Beide marsen verliepen zonder geweldsincidenten.

### 1969
Op 4 januari 1969 werd een mars, georganiseerd door de nationalistische groep People's Democracy, 5 mijl buiten Derry aangevallen door loyalisten en B-specials, leden van de Ulster Special Constabulary. Dertien deelnemers moesten in het ziekenhuis worden behandeld. De aanval kwam bekend te staan als het Burntollet Bridge incident. De RUC weigerde de deelnemers te beschermen en had eerder de route van de mars aangepast, zodat deze langs minder nationalistische toeschouwers zou komen. De mars was op 1 januari vertrokken vanuit Belfast. Toen de mars op 5 januari (met veel gewonde deelnemers) aan kwam in Derry, ontstonden er rellen. Dezelfde avond vielen leden van de RUC binnen bij verschillende huizen in de Bogside, waar bewoners werden mishandeld.
Op 17 juli overleed Samuel Devenny na drie maanden eerder in zijn eigen huis te zijn mishandeld door agenten van de RUC. Hij wordt door sommigen gezien als de eerste dode ten gevolge van The Troubles.

## Apprentice Boys mars
Op 12 augustus 1969 liepen 15.000 Apprentice Boys, een protestantse groep uit Derry, een mars door Derry, ondanks waarschuwingen van de politie. De route voerde hen vlak langs de Bogside, waar katholieke bewoners de Apprentice Boys uitdaagden. De Apprentice Boys reageerden door muntjes (pennies) te gooien, als symbool voor de heersende armoede onder de katholieke bevolking. De katholieke bevolking bestookten de Apprentice Boys vervolgens met knikkers, afgeschoten met katapulten. De rellen escaleerden, tot beide zijden elkaar bestookten met stenen.

## De slag
Toen de RUC met steeds meer eenheden arriveerde om de rellen onder controle te krijgen, wierpen de katholieke bewoners van de Bogside barricades op uit angst voor charges. De loyalisten gooiden en schoten stenen over de barricade, waarmee ze veel ruiten vernielden, terwijl de nationalisten de RUC en loyalisten bekogelden. Om de druk te verlagen brak een RUC brigade (met loyalisten in hun kielzog) door de barricade in Rossville Street heen, waar ze vanaf de Rossville flats werden bekogeld met stenen en molotovcocktails. Daardoor waren ze al snel genoodzaakt toch terug te trekken.
De RUC was niet op de rellen voorbereid. De schilden die ze gebruikten waren ongeschikt, en ze kwamen als snel mankracht tekort, mede door de vele gewonden. Doordat de uitrusting van de RUC niet brandwerend was, liepen veel agenten brandwonden op. In een poging de rellen te stoppen gebruikte de RUC aan het einde van de eerste dag traangas. In totaal zou de RUC uiteindelijk zo'n 1.100 bussen traangas gebruiken tijdens de rellen.
Op de tweede dag van de rellen, 13 augustus, kregen de nationalisten na een toespraak van de Ierse premier Jack Lynch de hoop op een interventie door het Ierse leger. Lynch riep in zijn toespraak op tot de inzet van een VN vredesmissie en kondigde aan dat het Ierse leger aan de grens met Noord-Ierland veldhospitalen zou opzetten om de gewonde nationalisten te verzorgen. Dit werd door sommige nationalisten verkeerd geïnterpreteerd.
Op de derde en laatste dag van de rellen deed de premier van de Noord-Ierse regering, James Chichester-Clark, een verzoek tot de inzet van het Britse leger aan premier Harold Wilson. Wilson gaf daarop toestemming voor de inzet van het Britse leger in Derry. De inzet van het Britse leger werd op verschillende manier geïnterpreteerd. De RUC zag het Britse leger als een broodnodige versterking. De nationalisten zagen de inzet echter ook als een overwinning, doordat de RUC zich terug moest trekken na drie dagen te zijn ingezet. In plaats van tegenover de Noord-Ierse regering stonden de nationalisten weer tegenover de Britse regering. De inzet van het Britse leger in Noord-Ierland zou bekend komen te staan als Operatie Banner.